# Wayne Yates
Wayne Edward Yates (Gurdon, 7 novembre 1937 – Natchitoches, 16 agosto 2022) è stato un cestista e allenatore di pallacanestro statunitense, professionista nella NBA e nella ABL.

## Carriera
Venne selezionato dai Los Angeles Lakers al primo giro del Draft NBA 1961 (5ª scelta assoluta).